# سراب کی حاتم
سراب کی حاتم، روستایی از توابع بخش دوره چگنی شهرستان خرم‌آباد در استان لرستان ایران است.سراب کی در دامنه کوه سفید کوه واقع شده است.مردم منطقه سراب کی (سَروُ کَ)از دو طایفه بزرگ حاتم و میرزاوند ایل چگنی هستند.شغل اصلی مردم منطقه دامداری و کشاورزی است.

## جمعیت
این روستا در دهستان دوره قرار دارد و براساس سرشماری مرکز آمار ایران در سال ۱۳۸۵، جمعیت آن ۹۹ نفر (۲۰خانوار) بوده‌است.